# Bryan Ordóñez
Bryan Alexander Ordóñez (sinh ngày 5 tháng 11 năm 1990) là một tiền vệ bóng đá người Guatemala hiện tại thi đấu cho C.S.D. Comunicaciones.